# Константин Бреїлою
Константин Бреїлою (рум. Constantin Brăiloiu, 13 серпня 1893, Бухарест, Королівство Румунія — 20 грудня 1958, Женева, Швейцарія) — румунський композитор, музичний критик, етномузиколог, фольклорист і педагог першої половини XX століття, видний діяч музичної життя, що зіграв значну роль у музиці. Вважається одним із засновників сучасної етномузиології.

## Біографія
Народився 13 серпня 1893 року в Бухаресті в старовинній дворянській родині з Олтенії, з корінням, що сягає роду Бринковяну. Його дід, Константин Н. Бреїлою, вивчав право в Женеві та Парижі, брав участь у редакції законодавства князя Иоана Караджа і входив до Комісії з перегляду Конституції в 1879 році. Його батько, Николае Бреїлою, був політиком, юристом, навчався у Франції і обіймав посаду радника в Рахунковій палаті.
Музичну освіту розпочав у віці 8 років у Бухаресті у Думітру Кіріак-Джорджеску (1901—1907, теорія та сольфеджіо). Продовжив у Відні (1907—1909), Веві та Лозанні (1909—1911) та Парижі у Андре Жедальжа (1912—1914, композиція). До цього періоду відносяться його перші музичні композиції та перші статті про музику в журналі Асоціації швейцарських музикантів «La Vie musicale» (Музильне життя), Лозанна.
1914 року повернувся до Румунії. У 1920 році, разом з Джордже Енеску, Думітру Кіріак-Джорджеску, Іоном Нонна Отеску, Міхаїлом Жорою та іншими заснував Товариство композиторів Румунії, в якому став секретарем (1920—1943).
У 1920—1923 роках вів музичну колонку в щоденній бухарестській газеті «Luptătorul», засновану його другом Леоном Алгазі.
У 1923—1943 роках викладав історію музики в Королівській Академії музики, з 1932 також музичний фольклор, в 1942—1943 роках — заступник директора консерваторії.
У 1927 став членом Французького товариства музикології.
У 1928 році з ініціативи Бреїлою при Товаристві композиторів було створено Архів фольклору, який він очолював до 1943.
В 1929 став ректором і професором Академії релігійної музики в Бухаресті, де працював до 1935. З 1929 — член ради директорів Бухарестської опери, з 1932 — член комісії з Фонографічному архіву Міністерства культів і мистецтва.
В 1943 був призначений культурним радником при румунській Легації в Берні. Через погіршення політичної ситуації на батьківщині він вирішує залишитися в Швейцарії.
У 1944 році заснував «Міжнародний архів народної музики» при Етнографічному музеї Женеви.
З 1948 року викладав у Центрі досліджень в області етномузикології, Париж, у 1956 році отримав французьке громадянство. Продовжував при цьому очолювати «Міжнародний архів народної музики» у Женеві.
Помер 20 грудня 1958 року від інсульту в Женеві.

## Професійна діяльність
Бреїлою починав як композитор, опублікувавши в 1911—1915 роках свої перші твори, написані ще в Швейцарії, більшість з них для фортепіано. Збірник мелодій для фортепіано, скрипки та віолончелі називався «Три арабські вірші». Критика відразу зарахувала Бреїлою до «композиторів з фольклорною душею».
Музикологією почав цікавитися ще студентом у Швейцарії. У лозанському журналі «La Vie musicale» у період 1911—1912 років було опубліковано десяток його статей.
Вже після повернення до Бухареста Бреїлою знайомиться зі збіркою румунських народних пісень, які Бела Барток записав кількома роками раніше (1909—1910) у Біхорі.
У 1924 пише кілька статей про румунських композиторів для «Словника сучасної музики і музикантів». Статтю про румунський фольклор запрошують написати Белу Бартока.

Константин Бреїлою записує на фонографі

Відмовившись від кар'єри композитора, він звернувся до вивчення традиційної музики. У 1928 році Бреїлою приєднався до команди Бухарестської соціологічної монографічної школи під керівництвом професора Димитріє Густі. З 1928 по 1934 рік він брав участь у соціологічних дослідженнях у кількох румунських селах, таких як Фунду-Молдовей (жудець Сучава, Буковина), Дрегуш (жудець Брашов, Трансільванія) і Рунку (жудець Горж, Олтенія). Німий фільм 1929 року Дрегуш, знятий як звіт про роботу експедиції, вважається одним з перших соціологічних та етнографічних документальних фільмів у світі.

У 1931 році опублікував статтю «Нарис методики музичного фольклору» — основний текст для вивчення селянської музичної культури. Він пише, що й під «народною музикою» розуміти всю музичну практику, що у сільському суспільстві нині, то фольклористика перетворюється над вивчення селянської музики як такої, а дослідження всього музичного життя села, що наближає її до соціології. І тут аналіз музичних форм відходить другого план і стає лише допоміжним інструментом.
Народна мелодія як така немає відчутної реальності; вона справді існує тільки в момент виконання — співу чи гри — і живе лише завдяки волі та манері її інтерпретатора. Тут створення та виконання настільки зливаються, що практика музики, заснована на письмових чи друкованих джерелах, абсолютно цього не враховує.
У своїй брошурі 1936 року «Чому і як ми збираємо народну музику» Бела Барток пише: «Бреїлою не тільки найчудовіший знавець румунського фольклору, він також вважається одним із найкращих фольклористів Європи».
Зібрані на південному заході Румунії (Горж, Олтенія) ритуальні похоронні пісні були видані в Румунії в 1936 і у Франції в 1939 у перекладі Іларія Воронки і Жака Лассеня. У 1947 році Альбер Камю опублікував «Пісні смерті» у своїй серії «Поезія та театр».
У 1954 році заснував міжнародний гурток етномузико-логічних досліджень «Les Colloques de Wégimont».
Співпрацював з енциклопедіями та словниками, включаючи Die musik in Geschichte und Gegenwart (1954), Encyclopedie de la Musique (1958).
Заснував румунську школу фольклору та етномузиології, серед його учнів і послідовників — Тіберіу Александру, Іларіон Кочішіу, Матей Сокор, Емілія Комішель, Гаррі Браунер, Михай Поп, Паула Карп, Сперанца Редулеску та багато інших.
Французький антрополог і етномузиколог Андре Шеффнер, що склав у 1959 році першу бібліографію Бреїлою, виділяє наступні напрямки його досліджень:
1. Румунська народна музика: пісні, танці, весільні обряди, похоронні плачі;
2. Визначення музичного фольклору та методика фольклорних досліджень: крім нарису 1931[20], що зберіг свою актуальність, критичний аналіз існуючих визначень «музичного фольклору» (1949)[29];
3. Як додаток — всебічне дослідження репертуару села Дрегуш;
4. Аналіз народних ритмів: giusto syllabique (1948)[30], так званий «болгарський» або кульгавий ритм (1951)[31], дитячі ритми (1954)[32], а також дослідження румунського народного віршування — перший подібний аналіз;
5. Первинні музичні лади та тональності.

Більш повна бібліографія Бреїлою була опублікована в 1979.

### Аксак
Мелодії з асиметричними ритмами широко поширені на Балканах (Болгарія, Румунія, Сербія, Хорватія, Македонія, Греція). Європа звернула на них увагу на початку XX століття після кількох статей болгарських музикознавців. Деякий час за ними закріпився термін «болгарський ритм».
1951 року Бреїлою ідентифікує асиметричні ритми не лише на Балканах, а й народній музиці туркменів, туарегів, бедуїнів, басків, а також у Швейцарії. Термін «болгарські ритми» вже не дуже адекватно описує ситуацію, і Бреїлою, консультуючись з відомим турецьким композитором і музикознавцем Ахмедом Сайгуном, пропонує загальноприйнятий тепер термін аксак, буквально — кульгавий по-турецьки.

### Наукова дискографія
Бреїлою надавав великого значення звукозапису, будучи переконаним, що, незалежно від якості музичної транскрипції, ніщо не може замінити аудіозапис. З 1951 по 1958 роки Бреїлою видав 40 грамплатівок у серії «Універсальна колекція записаної народної музики». Повне перевидання цих записів було випущено у вигляді набору з шести платівок Етнографічним музеєм Женеви в 1984 році з оригінальними текстами, що супроводжують французькою та англійською мовами, введенням Лорана Обера і дослідженням робіт Бреїлою, виконаним Жан-Жаком Наттье. Колекція Бреїлою «Швейцарська народна музика» була аналогічно перевидана 1986 року на двох платівках. Ранні записи румунської народної музики, зроблені між 1930 і 1940 роками, були перенесені на три компакт-диски в 1988 році з передмовою Лорана Обера та коментарями Сперанці Редулеску.

## Пам'ять
Колишня учениця і співробітниця Бреїлою, румунський етномузиолог Емілія Комішель випустила двомовне зібрання його творів у 6 томах (1967—1998), а також присвячену йому монографію.
Архів фольклору, створений вченим у 1928 році, сьогодні входить до складу Інститута етнографії та фольклору Румунської академії, що носить ім'я Бреїлою.
Пошта Румунії випустила поштову листівку (1983) і поштову марку (1993), присвячені Бреїлою.
У кількох румунських містах, включаючи Волунтарь, Тімішоару, Клуж-Напоку, є вулиця Костантина Бреїлою.

## Вибрані роботи
- Constantin Brăiloiu. Esquissse d'une méthode de folklore musical // Revue de musicologie. — 1931. — No 40 (Novembre). — P. 233—267.
- Constantin Brăiloiu. «Ale mortului» din Gorj. — București : Publicaţiile Arhivei de folklore, 1936. — Т. VII.
- Constantin Brăiloiu. Chants du mort / Traduits du roumain par I. Voronca et J. Lassaigne // Mesures. — Paris, 1939. — 15 octobre. — P. 85—93.
- Constantin Brăiloiu. Le Giusto syllabique bichrone, un système rythmique propre à la musique populaire roumaine // Polyphonie, 2ᵉ cahier. — Paris, 1948. — P. 26—57.
- Constantin Brăiloiu. Le Folklore musical / M.S. Metz // Musica aeterna. — Zurich, 1949. — P. 277—332.
- Constantin Brăiloiu. Le rythme Aksak // Revue de Musicologie. — 1951. — Vol. 33, no 99, 100 (12). — P. 71—108.
- Constantin Brăiloiu. Le Rythme enfantin: notions liminaires // Les Colloques de Wégimont (Premier colloque, 1954). — Paris—Bruxelles, 1956. — P. 64—96.
- Constantin Brăiloiu. Opere / Emilia Comișel. — București : Editura Muzicală a Uniunii Compozitorilor din Republica Socialistă România, 1967. — Т. I.

## Додаткова література
- Брэило́ю Константин // Музыкальная энциклопедия / під ред. Ю. В. Келдыша. — М. : Советская энциклопедия, Советский композитор, 1973. — Т. 1. — С. 586—587.
- Эмилия Комишель. Константин Брэилою / під ред. Р. Э. Лейтес // Страницы истории румынской музыки : сборник. — М. : Музыка, 1979. — С. 112.
- Iordan Datcu. Dicţionarul etnologilor români. — 3-e изд. — Bucureşti : Editura Saeculum I.O, 2006. — ISBN 9789739399111.
- Mémoire vive. Hommages à Constantin Brăiloiu / Laurent Aubert. — Gollion/Genève : Infolio/Musée d'ethnographie de Genève, 2009. — ISBN 978-2-88474-232-0.
- Memorie activă. Omagiu lui Constantin Brăiloiu / Costin Moisil, Speranţa Rădulescu. — București : Editura Martor, Muzeul Ţăranului Român, 2011.